# Донцівщина
Донці́вщина —  село в Україні, в Гадяцькій міській громаді Миргородського району Полтавської області. Населення становить 35 осіб. Колишній орган місцевого самоврядування — Сарівська сільська рада.
Після ліквідації Гадяцького району у липні 2020 року увійшло до Миргородського району.

## Географія
Село Донцівщина розташована на відстані 1.5 км від сіл Київське, Оріханове, Рудиків та Грипаки. 
По селу тече струмок, що пересихає із загатою.

## Історія
1622 — дата заснування.
Село постраждало внаслідок геноциду українського народу, проведеного окупаційним урядом СРСР 1923-1933 та 1946-1947 роках.